# Det gyldne Horn (film)
Det gyldne Horn er en dansk stumfilm fra 1923 med instruktion og manuskript af Gunnar Robert Hansen.

## Handling
Denne artikel mangler et handlingsreferat. Hjælp os med at skrive det.